# Ageod's American Civil War
Ageod's American Civil War: The Blue and the Gray (viết tắt AACW) là một trò chơi máy tính thuộc thể loại chiến thuật theo lượt tác chiến lịch sử (hệ thống WEGO) do hãng AGEOD phát triển và Matrix Games xuất bản, game được phát hành vào ngày 15 tháng 9 năm 2007, trò chơi cho phép người chơi lựa chọn và chỉ huy một trong hai phe: Liên Bang hoặc Hợp Bang trong cuộc Nội chiến Hoa Kỳ (1861-1865).
Người chơi sẽ đóng vai là nhà lãnh đạo quân sự và chính trị đang cố gắng chỉ huy quân đội thuộc hai phe mà người chơi đã chọn (quân đội và hạm đội) đánh bại kẻ thù giành lấy chiến thắng, ở giữa giai đoạn hoạt động khó khăn nhất trong các chiến dịch dữ dội kéo dài suốt năm năm trong một đất nước chia cắt, trong khi làm chính trị và các quyết định về kinh tế / tài chính trong game có tác dụng đến kết quả của trò chơi.
Hầu hết các năm riêng lẻ của những chiến dịch giữa năm 1861 và 1865 có thể chơi được thông qua một kịch bản riêng biệt (sẽ được lọc lại trong quá trình thử nghiệm beta). Ngoài ra game còn cung cấp các kịch bản nâng cao cho phép người chơi tiêu khiển thông qua một số năm hoặc các kịch bản của chiến dịch lớn, nhỏ khác nhau, và sẽ có những quá trình diễn biến cho việc hoàn thành Chiến dịch Vĩ đại bao gồm các cuộc chiến tranh toàn bộ trong game.